# Michaël Cohen

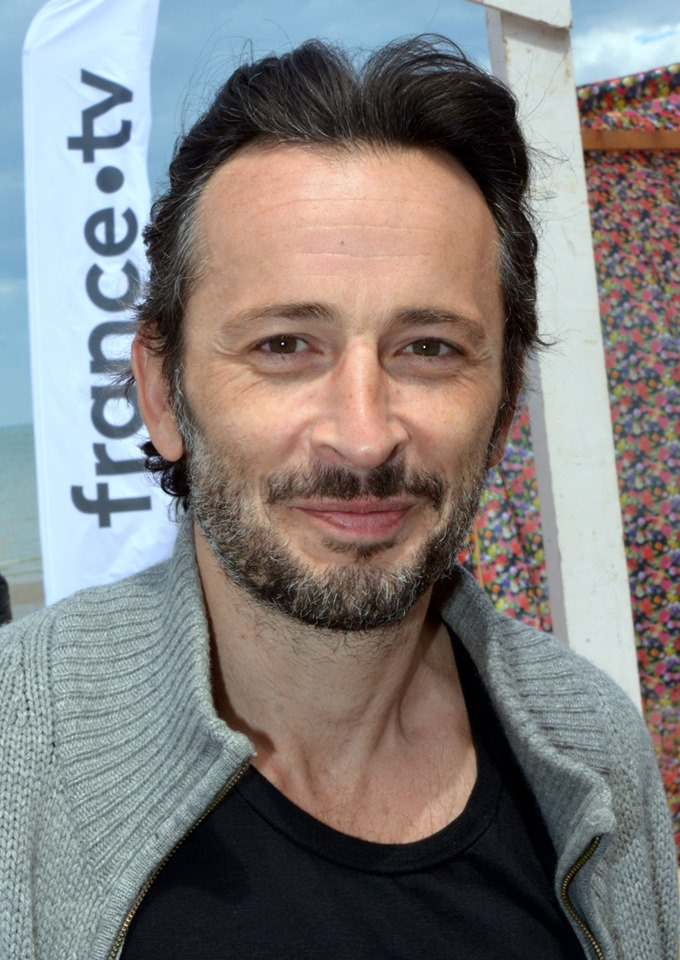
Michaël Cohen (2019)

Michaël Cohen (* 13. Dezember 1970 in Maisons-Laffitte, Frankreich) ist ein französischer Schauspieler.

## Leben
Im Alter von 15 Jahren begann Michaël Cohen ein Studium an der Pariser Schauspielschule Cours Florent. Anschließend spielte er mehrere Jahre Theater, bevor er in einer kleinen Nebenrolle in der 1991 erschienenen und von Jean-Marie Poiré inszenierten Action-Komödie Operation Corned Beef an der Seite von Christian Clavier, Jean Reno und Valérie Lemercier auf der Leinwand debütierte.

## Filmografie
- 1991: Operation Corned Beef (L' Operation Corned Beef)
- 1995: Heiße Flucht nach Vegas (Destination Vegas)
- 1995: Les Misérables
- 2004: Sex and the City (Fernsehserie, eine Folge)
- 2005: Mein kleines Jerusalem (La petite Jérusalem)
- 2006: Them (Ils)
- 2007: Das Vermächtnis der heiligen Lanze (La lance de la destinée, Fernsehserie, sechs Folgen)
- 2007: Küss mich bitte! (Un baiser s’il vous plaît)
- 2008: Was Liebe heißt (Sa raison d'être)
- 2011: Die Kunst zu lieben (L'art d'aimer)
- 2011: Rebirth – Rache stirbt nie (Rebirth)
- 2015: Caprice
- 2015: Mary Higgins Clark: Mysteriöse Verbrechen – Mein Auge ruht auf dir (Collection Mary Higgins Clark, la reine du suspense; Fernsehserie, Folge: Les années perdues)
- 2019: Die schönste Zeit unseres Lebens (La belle époque)